# 於保天満宮

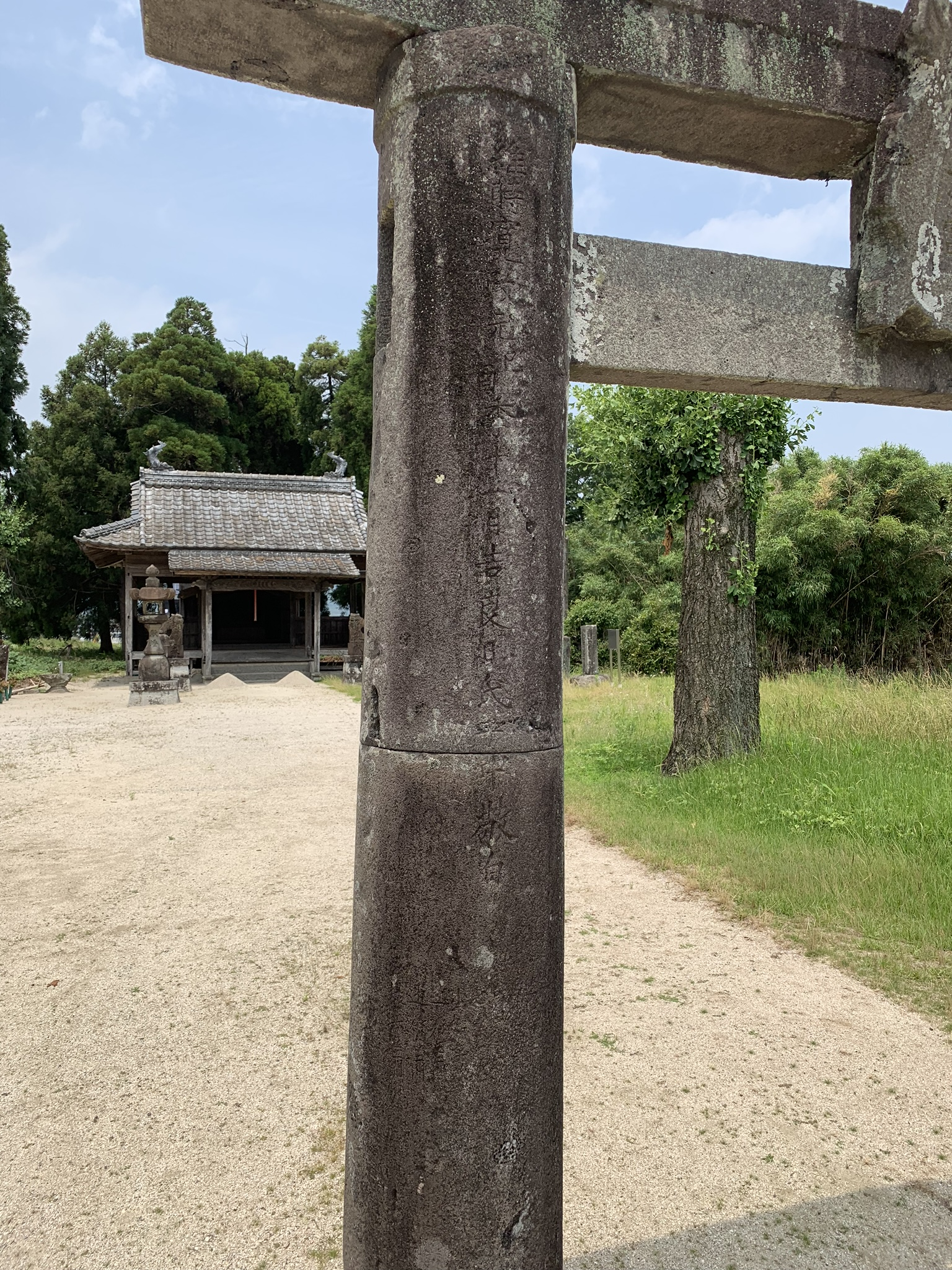
於保天満宮

於保天満宮（おほじょうてんまんぐう）は、佐賀県佐賀市大和町にある天満宮。
かつては日本の城「於保城（おほじょう）」があった。
嘉瀬川上流の西域に位置しており、南側には於保氏菩提寺、長禅寺があったとされ、現在でも於保一族の墓石が連なっている。

## 沿革
1255年（建長7年）に於保宗益によって築かれた。戦国時代元亀元年（1570）に今山陣にて於保家は亡びたが、龍造寺隆信によって於保城跡に於保天満宮を移し建てられ今日に至る。となっているが、実は於保家は滅びておらず、本天満宮の北北西数キロ離れたところに於保総本家が存在し、2023年現在、1200人前後が日本で生存している。